# Белый скат
Белый скат (лат. Bathyraja spinosissima) — вид хрящевых рыб рода глубоководных скатов семейства Arhynchobatidae отряда скатообразных. Обитают в восточной и северо-западной частях Тихого океана. Встречаются на глубине до 2938 м. Их крупные, уплощённые грудные плавники образуют округлый диск со треугольным рылом. Максимальная зарегистрированная длина 203 см. Откладывают яйца. Не представляют интереса для коммерческого промысла.

## Таксономия
Впервые вид был научно описан в 1941 году Psammobatus spinosissimus. Видовой эпитет происходит от превосходной степени прилагательного лат.  spinosus — «колючий». Голотип: эмбрион самца длиной 23,5 см полученный у берегов острова Кокос (4°50′ с. ш. 87°00′ з. д.).

## Ареал
Эти скаты обитают от побережья острова Кокос, Коста-Рика, до Орегона, США. Ранее, вероятно, попадались у Галапагосских островов. Вероятно, данные о присутствии белых скатов в Охотском море, относятся к другому виду.
Белые скаты встречаются на материковом склоне на глубине от 800 до 2938 м.

## Описание
Широкие и плоские грудные плавники этих скатов образуют ромбический диск с широким треугольным рылом и закруглёнными краями. На вентральной стороне диска расположены 5 жаберных щелей, ноздри и рот. На хвосте имеются латеральные складки. У этих скатов 2 редуцированных спинных плавника и редуцированный хвостовой плавник. Максимальная зарегистрированная длина 203 см. Диск плотно покрыт мелкими колючками. У самцов имеются аларные колючки. Ширина диска немного превышает длину. Хвост слегка длиннее диска. Вдоль хвоста пролегает срединный ряд из 23—29 колючек. Колючки между спинными плавниками отсутствуют. На верхней челюсти 34, а на нижней 23 зубных ряда. Окраска ровного светло-серого цвета, края диска слегка темнее основного цвета .

## Биология
Эмбрионы питаются исключительно желтком. Эти скаты откладывают яйца, заключённые в продолговатую роговую капсулу длиной около 9,2 см и шириной 6,65 см с твёрдыми «рожками» на концах. Длина новорождённых примерно 26 см.

## Взаимодействие с человеком
Эти скаты не являются объектом целевого лова. Попадаются в качестве прилова. Международный союз охраны природы присвоил этому виду охранный статус «Вызывающий наименьшие опасения».